# Weibo Gaming
Weibo Gaming é uma organização chinesa de esportes eletrônicos, atualmente pertence à Weibo Corporation.
Sua equipe de League of Legends compete na LPL, a liga de mais alto nível do jogo na China. Foi propriedade da empresa de e-commerce Suning.com durante a maior parte de sua história e era anteriormente conhecida como Suning.

## League of Legends

### História
A equipe de League of Legends foi fundada como Suning Gaming em 28 de dezembro de 2016, após a aquisição da equipe T.Bear Gaming pela Suning.com. Uma escalação foi formada para competir na LSPL, a liga profissional secundária da China; consistia em XiaoAL (agora Langx), Eviteless, dian, Fury e Yoon. A Suning ficou em segundo lugar na etapa regular de primavera da LSPL 2017 e mais tarde derritou a Young Miracles nas finais da primavera para se qualificar para a LPL.